# Guidan Gagéré (El Allassane Maïreyrey)
Guidan Gagéré (auch: Guidan Gajéré) ist ein Dorf in der Landgemeinde El Allassane Maïreyrey in Niger.

## Geographie
Das von einem traditionellen Ortsvorsteher (chef traditionnel) geleitete Dorf befindet sich rund 20 Kilometer nordöstlich des Hauptorts El Allassane Maïreyrey der gleichnamigen Landgemeinde, die zum Departement Mayahi in der Region Maradi gehört. Zu den Siedlungen in der näheren Umgebung von Guidan Gagéré zählen Maïsansamé im Nordwesten und Kahin Gatari im Südosten.
Es herrscht das Klima der Sahelzone vor, mit einer durchschnittlichen jährlichen Niederschlagsmenge zwischen 300 und 400 mm.

## Bevölkerung
Bei der Volkszählung 2012 hatte Guidan Gagéré 1370 Einwohner, die in 159 Haushalten lebten. Bei der Volkszählung 2001 betrug die Einwohnerzahl 1140 in 138 Haushalten und bei der Volkszählung 1988 belief sich die Einwohnerzahl auf 558 in 85 Haushalten.
Die Bevölkerungsdichte in diesem Gebiet ist mit 10 bis 20 Einwohnern je Quadratkilometer relativ gering.

## Wirtschaft und Infrastruktur
Guidan Gagéré liegt in einem Gebiet des Übergangs zwischen der Naturweidewirtschaft des Nordens und des Ackerbaus des Südens, was zu Landnutzungskonflikten führt. Es werden Hirse und Augenbohnen angebaut. Im Dorf ist ein Gesundheitszentrum des Typs Centre de Santé Intégré (CSI) vorhanden. Es gibt eine Schule. In Guidan Gagéré wird eine Niederschlagsmessstation betrieben.